# Mesostigmata
Mesostigmata es un orden de ácaros perteneciente al superorden de los parasitiformes. Son comúnmente conocidos como gamásidos. A diferencia de la mayoría de los miembros de este orden, muchos de estos ácaros no son parásitos sino de vida libre y predadores. Son fácilmente reconocibles por un par de espiráculos posicionados a los lados del cuerpos y los quelíceros del gnastosoma se encuentran quelados.
Algunos han desarrollado relaciones simbióticas con abejas, avispas y escarabajos carroñeros que los transportan hasta sus nidos o lugares de alimentación, llamado foresis. Algunas especies de abejas y avispas tienen un órgano especial para transportarlos, llamado acarinario.
La familia de mayor importancia para la agricultura es la familia Phytoseiidae, conformada por ácaros predadores de las principales plagas de ácaros a nivel mundial como son los ácaros del suborden Trombidiformes de las familias Eriophyidae, Tenuipalpidae, Tetranychidae y Tarsonemidae. Otras familias notables son Diplogyniidae, Macrochelidae, Pachylaelapidae, Uropodidae y Veigaiaidae.

## Taxonomía
Hay alrededor de 11,500 especies en casi 900 géneros en 110 families.
El orden comprende los siguientes taxones:
Monogynaspida
- Arctacarina (2 géneros, 6 especies)

- Arctacaroidea

- Arctacaridae

- Dermanyssina (559 géneros, 5141 especies)

- Rhodacaroidea (72 géneros, 506 especies)

- Ologamasidae (36 géneros, 236 especies)
- Euryparasitidae
- Rhodacaridae
- Digamasellidae (5 géneros, 170 especies)
- Laelaptonyssidae
- Panteniphididae

- Veigaioidea (4 géneros, 59 especies)

- Veigaiidae

- Eviphidoidea (72 géneros, 505 especies)

- Macrochelidae
- Parholaspididae
- Pachylaelapidae
- Megalolaelapidae
- Eviphididae

- Ascoidea (138 géneros, 2721 especies)

- Ameroseiidae
- Ascidae (39 géneros, 558 especies)
- Halolaelapidae
- Melicharidae
- Otopheidomenidae
- Phytoseiidae (67 géneros, 2000 especies)
- Podocinidae

- Dermanyssoidea (273 géneros, 1359 especies)

- Trichoaspididae
- Larvamimidae
- Leptolaelapidae
- Varroidae
- Laelapidae (144 géneros, 791 especies)
- Haemogamasidae
- Pneumophionyssidae
- Dermanyssidae
- Hirstionyssidae
- Hystrichonyssidae
- Macronyssidae (26 géneros, 127 especies)
- Rhinonyssidae (30 géneros, 160 especies)
- Spinturnicidae
- Spelaeorhynchidae
- Halarachnidae
- Raillietiidae
- Entonyssidae
- Ixodorhynchidae
- Omentolaelapidae
- Dasyponyssidae
- Manitherionyssidae

- Diarthrophallina (22 géneros, 63 especies)

- Diarthrophalloidea

- Diarthrophallidae

- Epicriina (43 géneros, 233 especies)

- Epicrioidea

- Epicriidae
- Dwigubskyiidae
- Coprozerconidae
- Zerconidae (37 géneros, 214 especies)

- Heatherellina (1 género, 2 especies)

- Heatherellidae

- Heterozerconina (10 géneros, 17 especies)

- Heterozerconidae
- Discozerconidae

- Sejina (10 géneros, 59 especies)

- Sejoidea

- Sejidae

- Microgyniina (3 géneros, 6 especies)

- Microgynioidea

- Nothogynidae
- Microgyniidae

- Parasitina (32 géneros, 363 especies)

- Parasitoidea

- Parasitidae

- Uropodina (92 géneros, 2167 especies)

- Uropodoidea

- Protodinychidae
- Thinozerconidae
- Polyaspididae
- Trachytidae
- Dithinozerconidae
- Nenteriidae
- Trematuridae
- Macrodinychidae
- Trigonuropodidae
- Urodinychidae
- Dinychidae (12 géneros, 71 especies)
- Uroactinidae (1 géneros, 57 especies)
- Circocyllibamidae
- Deraiophoridae (1 géneros, 67 especies)
- Discourellidae (1 géneros, 72 especies)
- Uropodidae (35 géneros, 577 especies)
- Metagynuridae
- Oplitidae (5 géneros, 184 especies)
- Trachyuropodidae (7 géneros, 110 especies)

Trigynaspida
- Antennophorina (101 géneros, 210 especies)

- Aenicteguoidea

- Aenicteguidae
- Messoracaridae
- Physalozerconidae
- Ptochacaridae

- Antennophoroidea

- Antennophoridae

- Celaenopsoidea (73 géneros, 120 especies)

- Neotenogyniidae
- Celaenopsidae
- Costacaridae
- Schizogyniidae
- Megacelaenopsidae
- Triplogyniidae
- Meinertulidae
- Diplogyniidae (40 géneros, 64 especies)
- Euzerconidae

- Fedrizzioidea (12 géneros, 62 especies)

- Fedrizziidae
- Klinckowstroemiidae
- Promegistidae
- Paramegistidae

- Megisthanoidea

- Hoplomegistidae
- Megisthanidae

- Parantennuloidea

- Parantennulidae
- Philodanidae

- Cercomegistina (11 géneros, 12 especies)

- Cercomegistoidea

- Cercomegistidae
- Saltiseiidae
- Asternoseiidae
- Davacaridae
- Seiodidae
- Pyrosejidae

- Meliponopus palpifer Fain & Flechtmann, 1985. no han sido incluido en una familia.